# Ґостинська Владислава
Владислава Ґости́нська (пол. Władysława Gostyńska; 1858, Львів — 1934, Львів) — польський скульптор.

## Біографія
Народилася в 1858 році у місті Львові (нині — Україна). У 1880–1883 роках навчалась у Львівській художньо-промисловій школі (викладач Тадеуш Вишньовецький); у 1884—1886 роках — у Віденській художньо-промисловій школі (майстерня Станіслава Романа Левандовського).
З 1886 року працювала у Львові, викладала рисунок у жіночій учительській семінарії. Померла у Львові у 1934 році.

## Творчість
Виконувала у тонованому під бронзу гіпсі, теракоті і бронзі портретні погруддя, плакети та медальйони відомих львів'ян, зокрема:
- «Ф. Боберська» (1889);
- «С. Невядомський» (1891);
- «Едмунд-Кароль Лозинський» (1900).

У 1889 році виконала бронзовий портретний медальйон для пам'ятника Ф. Боберської (автор Станіслав Роман Левандовський) у львівському костелі кармелітів святого Михаїла. Портретні погруддя трактувала як композиції побутового жанру:
- «Чернець» (1886);
- «Італійка» (1886);
- «Старець» (1887);
- «Пустун» (1894);
- «Думка» (1905, бронза);
- «Ворожка» (1905, бронза).

Різьбила також твори на історичну тему. Скульптура «Іван Богун» (1888), інспірована романами Генрика Сенкевича.
Брала участь у львівських мистецьких виставках з 1886 року. На Загальній крайовій виставці у 1894 році експонувала книжкову шафу, оздоблену різьбленими і живописними орнаментами, що стилізували мотиви гуцульських керамічних виробів Олекси Бахметюка.
Роботи скульпторки зберігаються у Львівській галереї мистецтв та історичному музеї.